# Rötlein (Zeulenroda-Triebes)
Das Rötlein ist ein Stadtteil von Zeulenroda in der Stadt Zeulenroda-Triebes im Landkreis Greiz in Thüringen.

## Lage
Der Stadtteil befindet sich in der Nähe des Tiergeheges nördlich der Bundesstraße 94. Die Straße der Gesellschaft für Deutsch-Sowjetische Freundschaft (DSF) führt mitten durch den Stadtteil.

## Geschichte
Der ehemalige Weiler ist zwischenzeitlich in die Stadt Zeulenroda eingegliedert worden, denn dort bestehen die Grundschule, ein Kindergarten und der Gewerbepark neben den Wohngebäuden. Es handelt sich um ein Neubaugebiet, dessen katholische Kirche von Joachim Reinelt geweiht wurde.